# Abutilon jujuyense
Abutilon jujuyense är en malvaväxtart som beskrevs av Emil Hassler. Abutilon jujuyense ingår i släktet klockmalvor, och familjen malvaväxter. Inga underarter finns listade i Catalogue of Life.